# Хоми
Хо́ми — село в Україні, у Збаразькій міській громаді Тернопільського району Тернопільської області. Розташоване на півночі району. До  2020 підпорядковане Гніздичненській сільраді. До Хомів приєдано хутір Ліс (Ліски).
Населення — 234 особи (2007).
На захід від села розташовані витоки річки Гук.

## Історія
12 червня 2020 року, відповідно до Розпорядження Кабінету Міністрів України від  № 724-р «Про визначення адміністративних центрів та затвердження територій територіальних громад Тернопільської області», село увійшло до складу Збаразької міської громади.
19 липня 2020 року, в результаті адміністративно-територіальної реформи та ліквідації Зборівського району, село увійшло до складу новоутвореного Тернопільського району.

## Пам'ятки
Встановлено пам'ятний знак О.-З. Лятуринській (2002).

## Соціальна сфера
Діють ЗОШ 1 ступ, клуб, бібліотека, ФАП.

## Відомі люди

### Народилися
- О.-З. Лятуринська (на хуторі Ліс).- українська поетка, журналістка, художниця, скульпторка

## Галерея

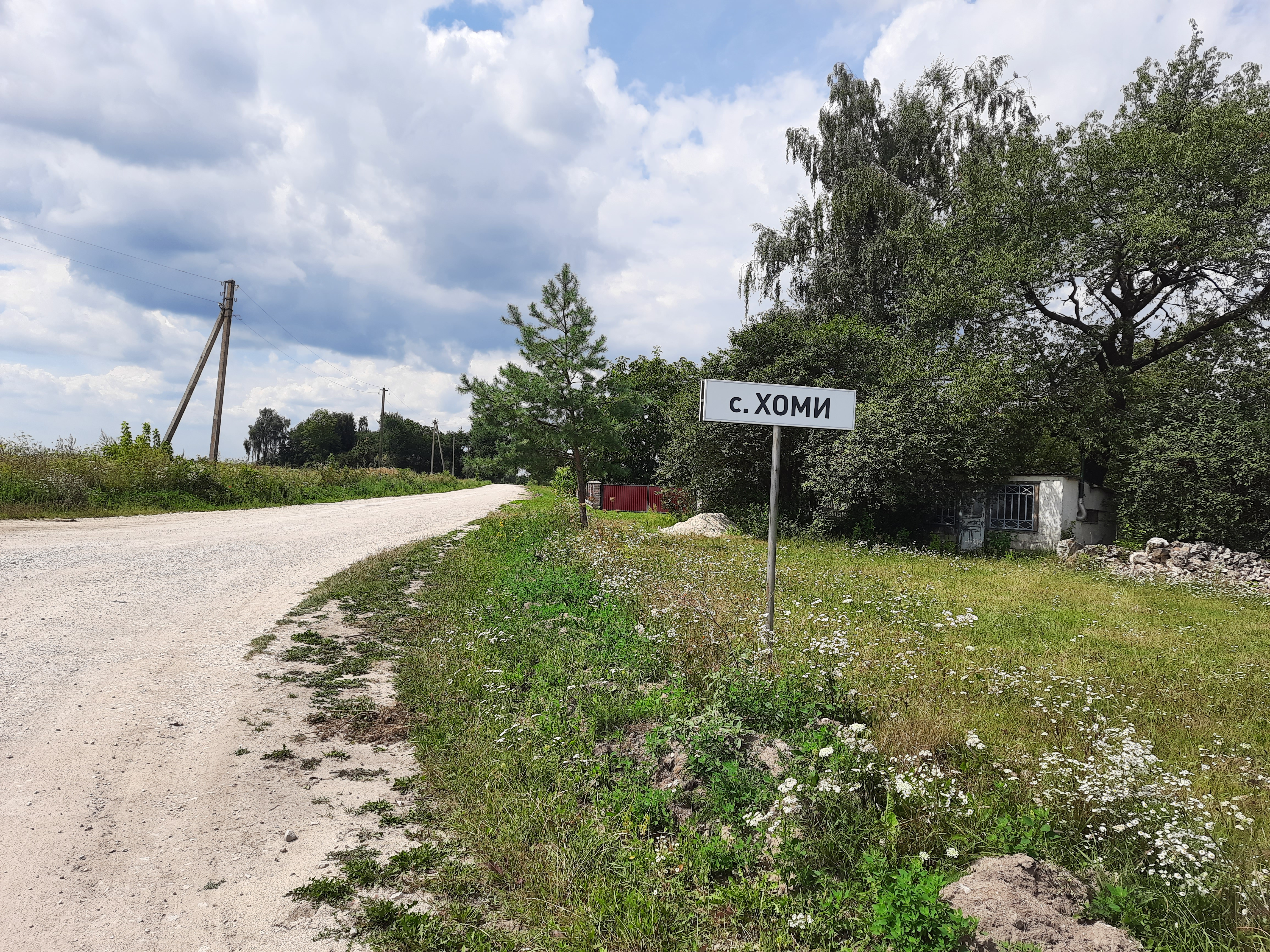
Дорожній знак при в'їзді в село
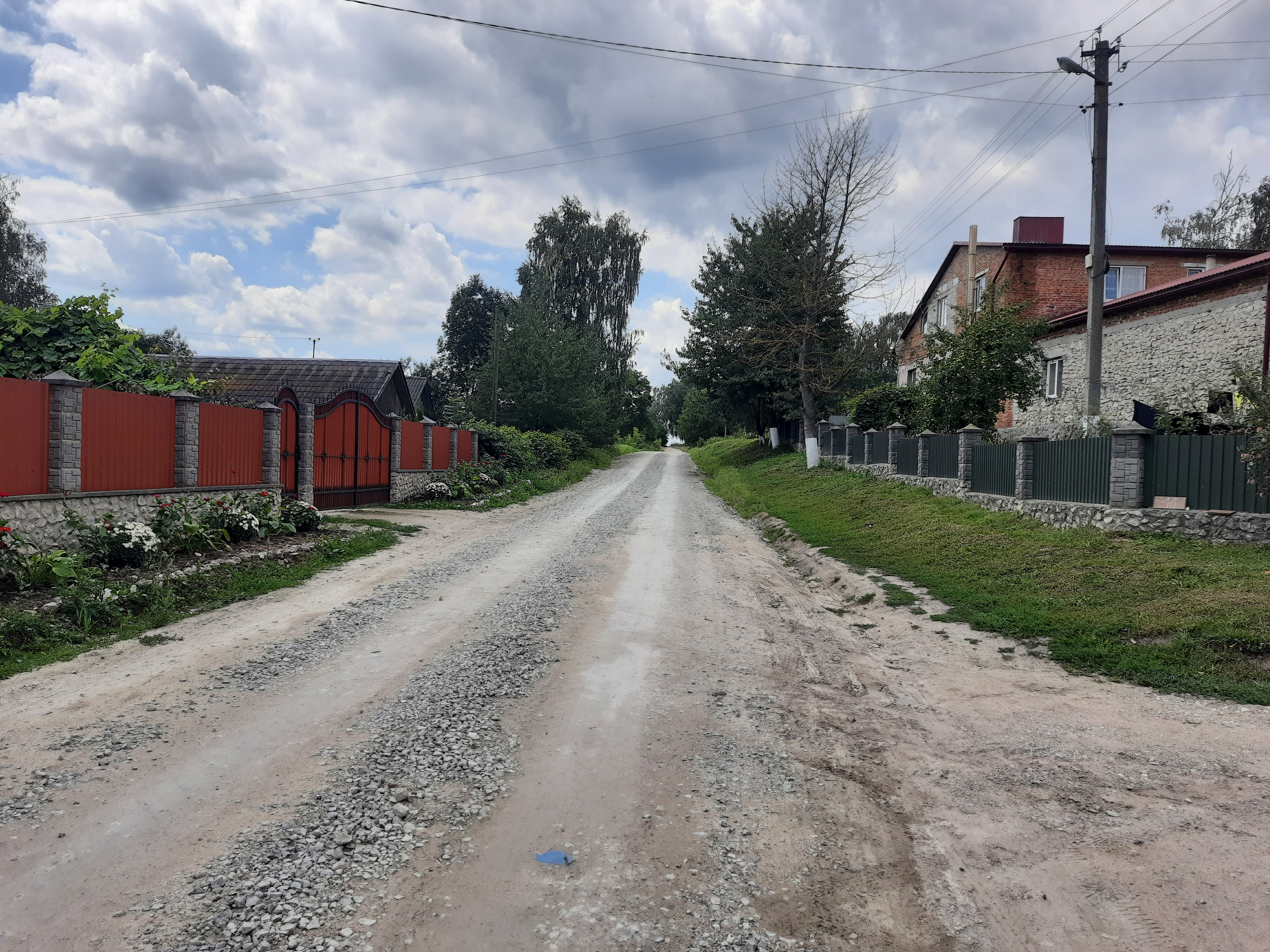
Сільська вулиця
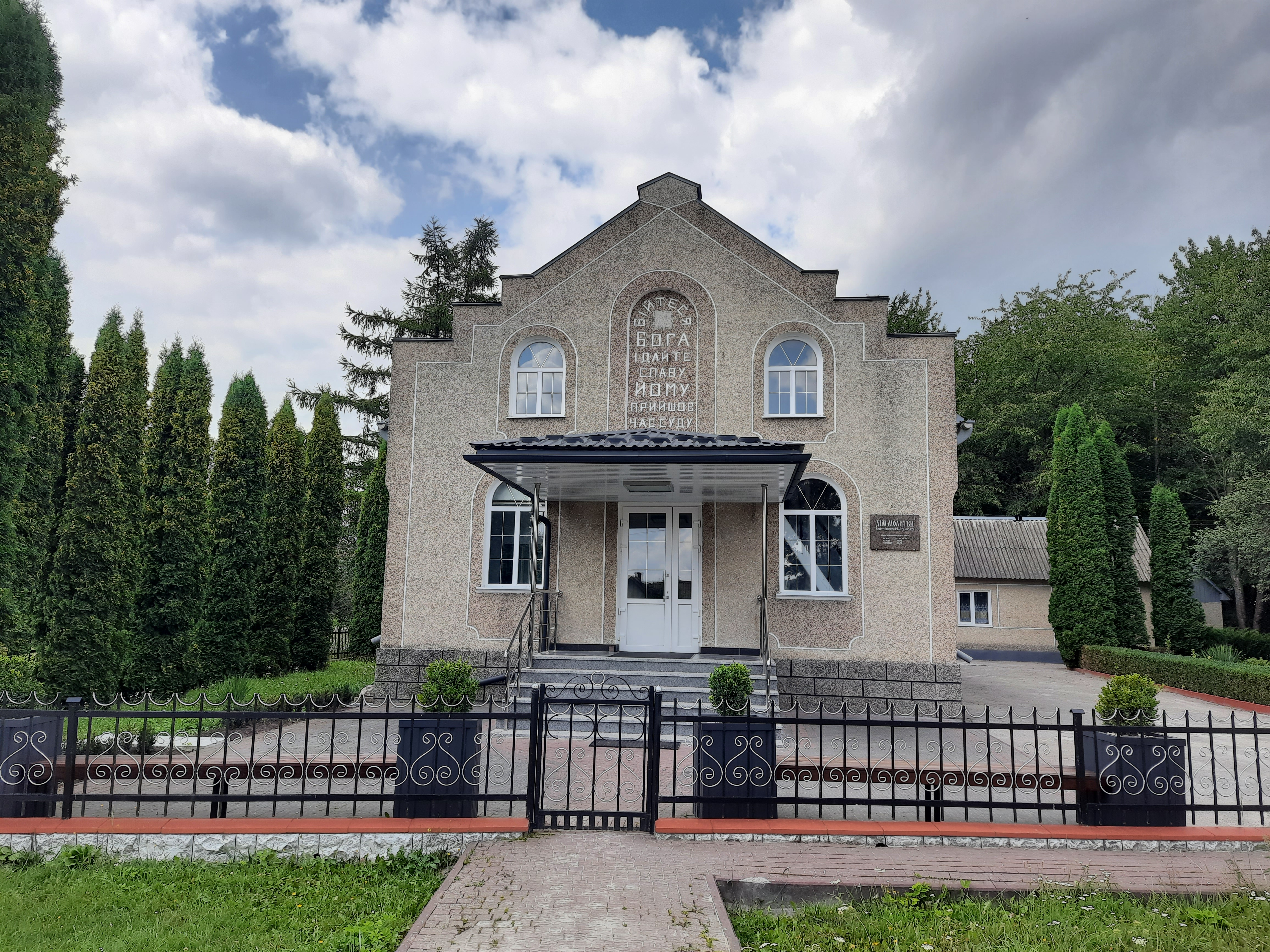
Дім молитви
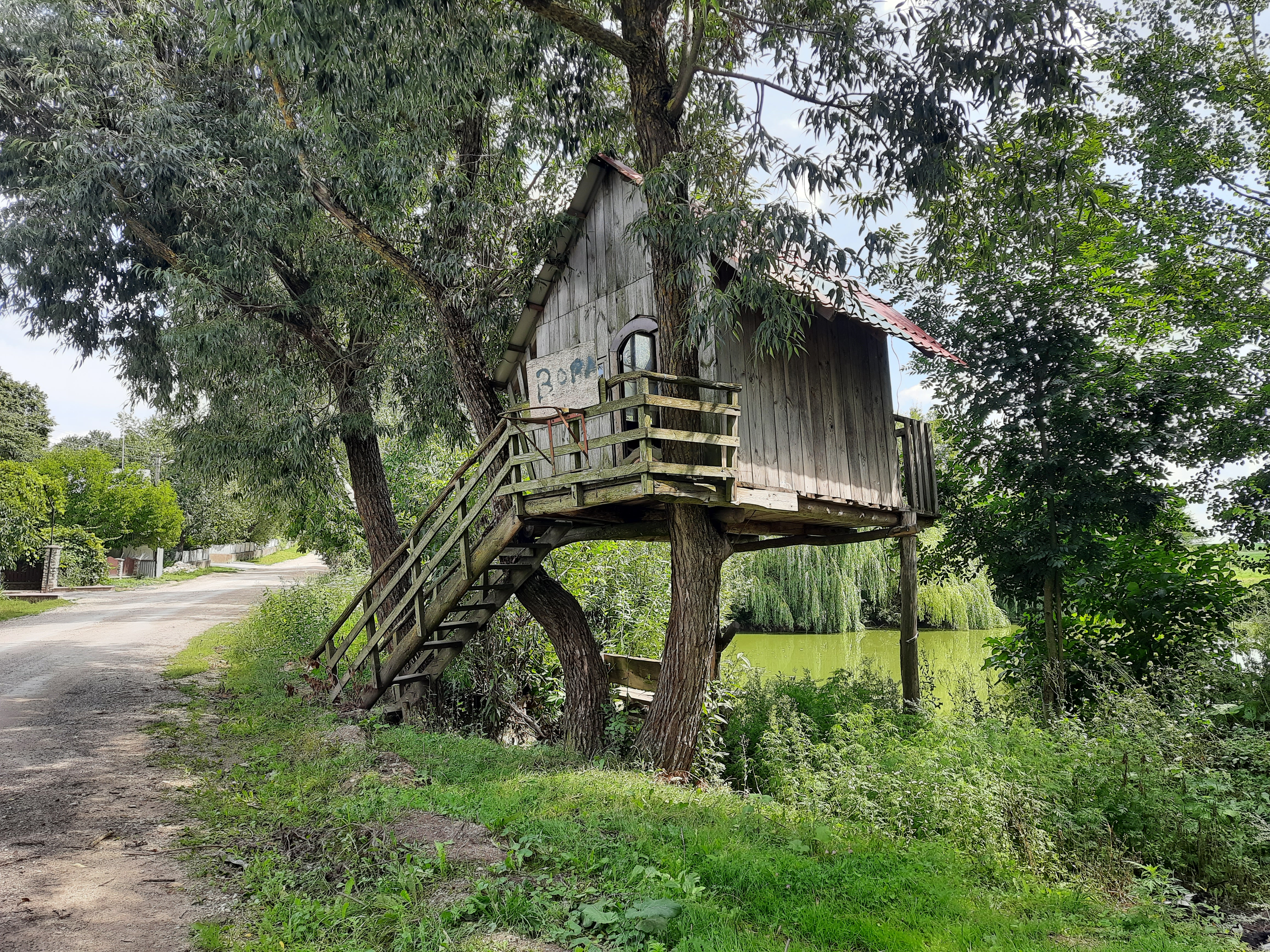
Сільський пейзаж
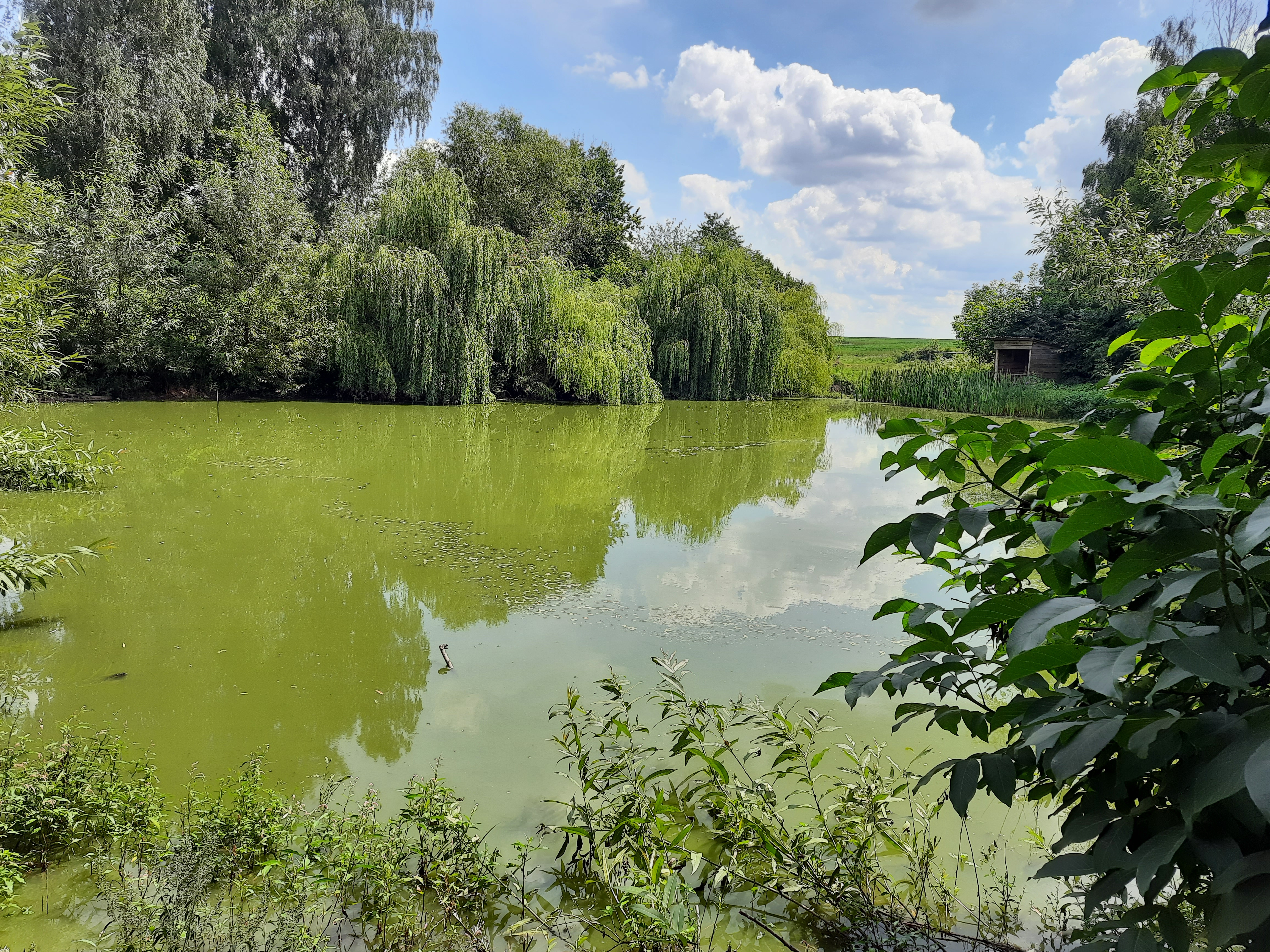
Став біля села